# Gottschedin
Gottschedin, egentligen Luise Adelgunde Victorie Gottsched, född Kulmus, 11 april 1713 i Danzig, död 26 juni 1762 i Leipzig, sedan 1735 gift med Johann Christoph Gottsched, var en tysk författare. 
Som dotter till en läkare fick hon goda språk- och musikstudier. Hon utövade en lika flitig skriftställarverksamhet som mannen, vilken hon litterärt understödde, i synnerhet genom sina lustspel och bearbetningar. Hennes Briefe (1771-72) är av stort värde och intresse. Ett kännbart slag gav hon pietismen genom sitt (efter franskt original bearbetade) lustspel Die Pietisterei im Fischbeinrock (1736). Hennes Gedichte utgavs (1763) av hennes man.